# Sext Juli Cèsar (cònsol 157 aC)
Sext Juli Cèsar (en llatí Sextus Julius Sextus f. L. n. Caesar) va ser un magistrat romà. Formava part de la gens Júlia, i era de la branca dels Cèsar. Va ser probablement fill de Sext Juli Cèsar, pretor l'any 208 aC.
Va ser tribú militar l'any 181 aC i va formar part d'una ambaixada a Grècia l'any 170 aC. La seva primera magistratura important va ser la d'edil curul l'any 165 aC en la que va donar un gran espectacle als jocs megalenses, en unió del seu col·lega Gneu Corneli Dolabel·la. En aquests jocs es va estrenar l'obra Hecyra (La sogra), de Terenci.
L'any 157 aC va ser elegit cònsol juntament amb Luci Aureli Orestes.